# Megalithanlagen auf Helnæs
Die sechs erhaltenen Megalithanlagen auf Helnæs liegen auf der der Insel Fünen vorgelagerten ehemaligen Insel Helnæs in Dänemark, die durch einen Damm mit Fünen verbunden ist. Der Name taucht als Hælghænæs 1231 erstmals in der Geschichtsschreibung auf und bedeutet etwa „heilige Landzunge“.
Es handelt sich um die:
- Hegnedskov Runddysse im Norden

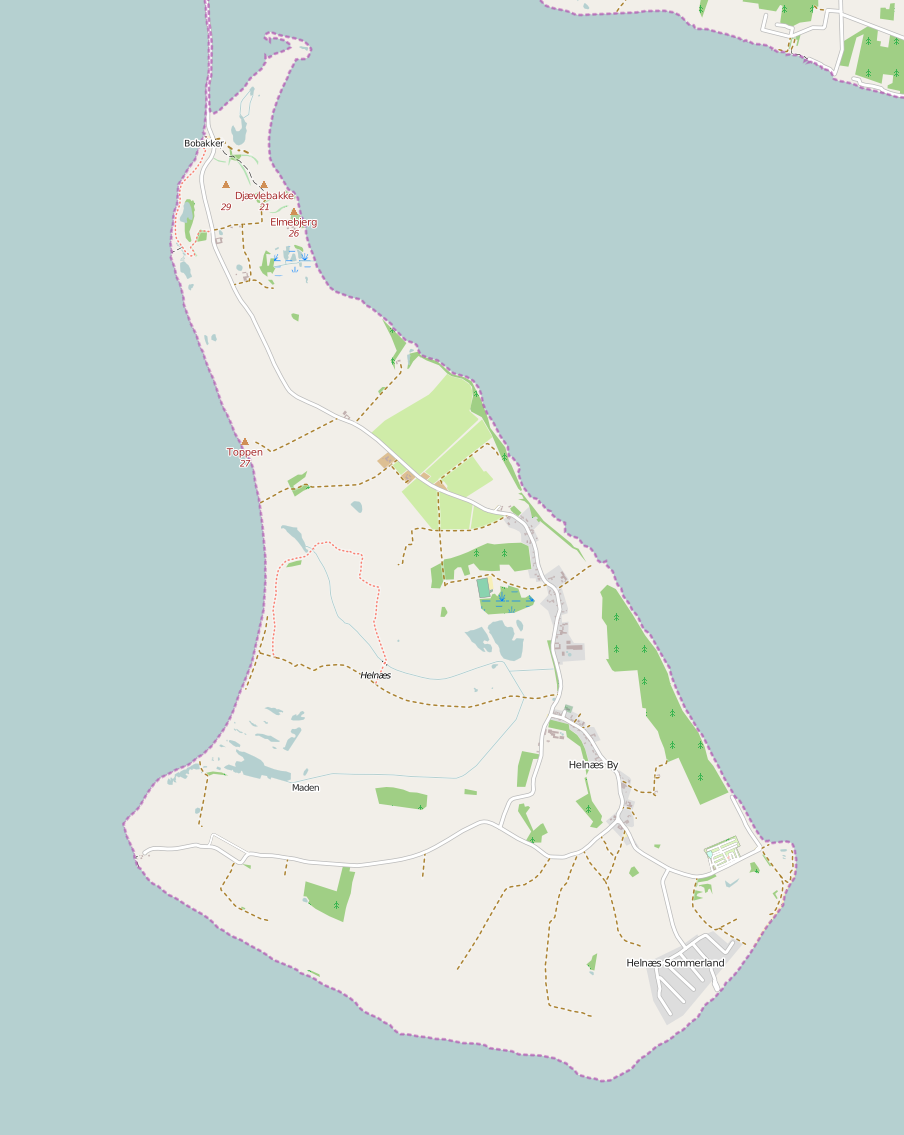
Helnæs

und im Westen, nördlich des Lindhovedvej  die fünf benachbarten Anlagen
- Helnæs Langdysse
- Megalitgraven 1 – 4.

## Hegnedskov Runddysse
Die etwa 2,3 × 1,3 m große Südwest-Nordost orientierte, ungefähr rechteckige Kammer eines Urdolmens liegt in den Resten ihres Rundhügels. Fünf Tragsteine sind erhalten; Zwei Tragsteine und alle Decksteine (vermutlich zwei) fehlen.

## Helnæs Langdysse
Der Langhügel misst etwa 25 × 10 m und ist bis zu 2,0 m hoch. Er ist Teil eines ansonsten niedrigeren Grenzwalls. Im Süden liegt ein rechteckiger Urdolmen von 1,1 × 0,7 m, der von vier Tragsteinen und dem 1925 erneuerten Zwischenmauerwerk gebildet wird.

## Megalithgrab 1
Die freistehenden Reste einer Nord-Süd orientierten trapezoiden Kammer bestehen aus je zwei Tragsteinen im Westen und Osten, von denen einer in die Kammer ragt. Der große Deckstein ruht auf drei Tragsteinen. Die Nord- und die Südseite sind offen. Der Dolmen liegt in den Resten seines Hügels in der Nähe des Leuchtturms Helnæs Fyr.

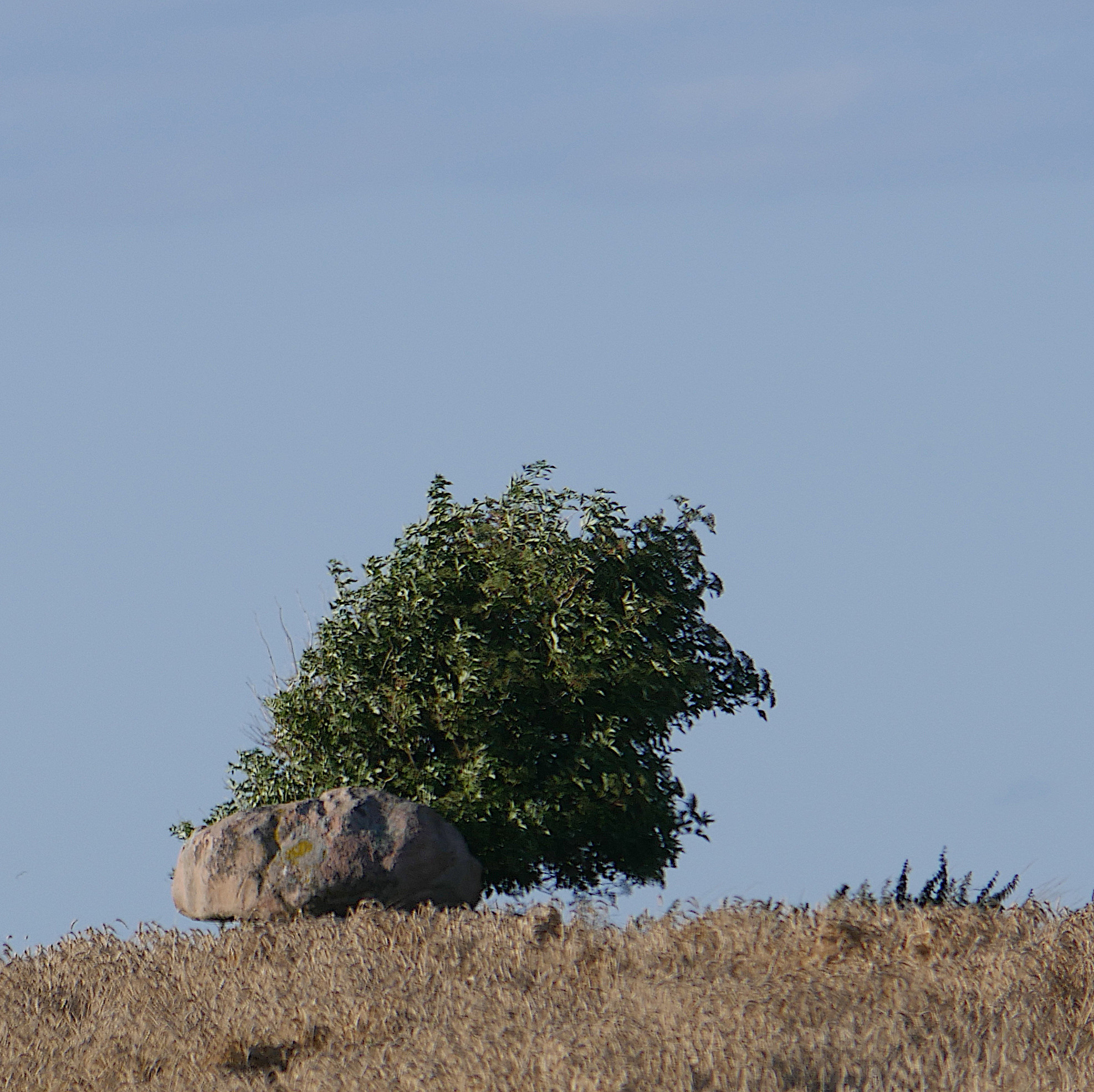
Megalithgrab 3

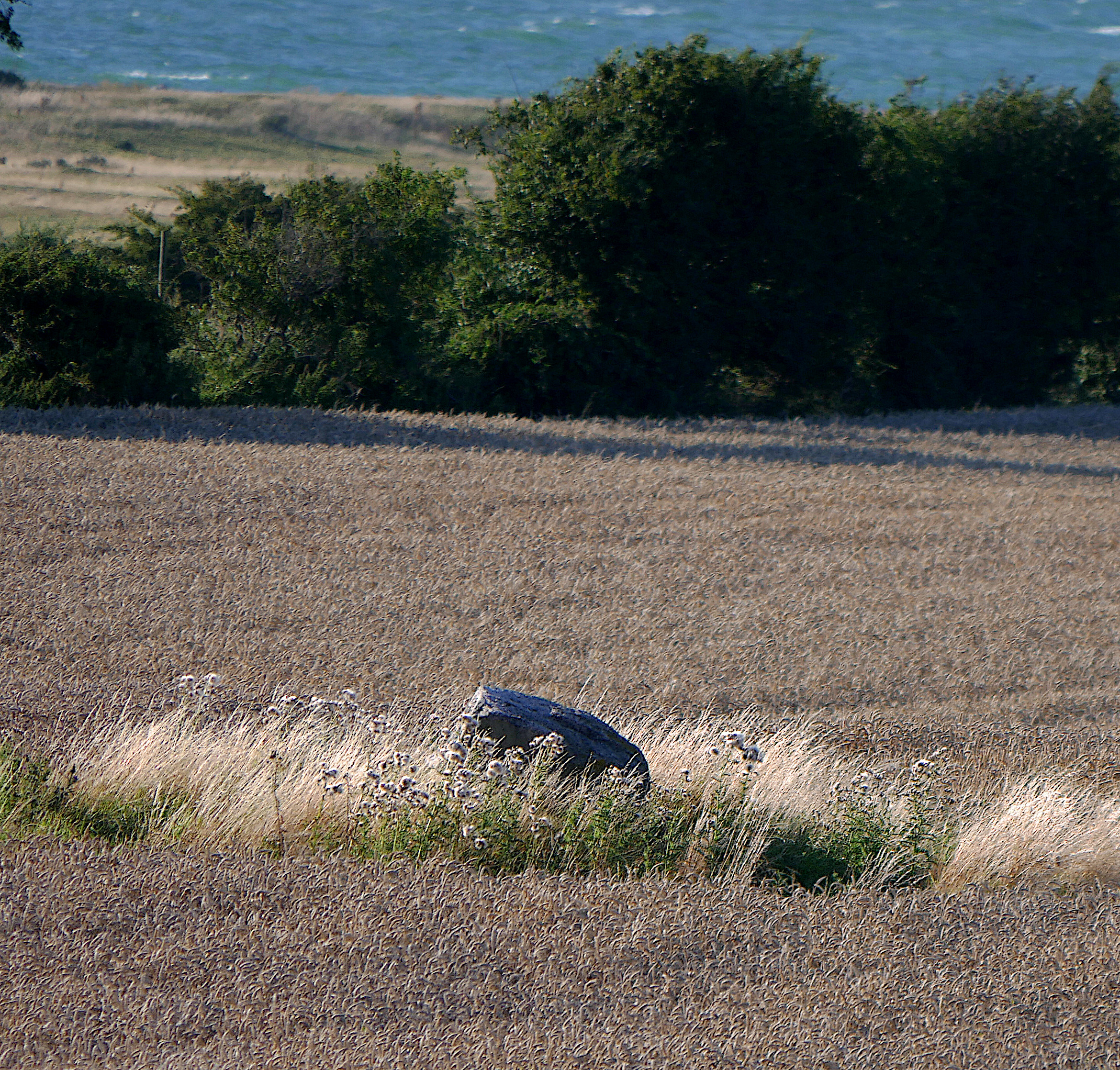
Megalithgrab 4

## Megalithgrab 2
Eine detailliertere Beschreibung des etwa 125 m von Megalitgrav 1 entfernten Megalitgrav 2 ist nicht möglich, weil die Steine in der Erde eines Dammes liegen. An der nördlichen Seite scheint sich ein Deckstein zu befinden.

## Megalithgrab 3
Der freistehende, West-Ost orientierte Dolmen hat eine ausgegrabene Kammer, bestehend aus zwei 0,70 – 0,85 m breiten und etwa 1,4 m und  1,0 m langen Steinen auf der Südseite. Der einzige Stein der Nordseite des Urdolmens ist 1,9 m lang. Die Kammer ist im Westen und Osten offen. Der Deckstein liegt auf.

## Megalithgrab 4
Der freistehende Nord-Süd orientierte Dolmen hat eine rechteckige Kammer von 1,1 m Länge und 0,4 bis 0,7 m Breite. Sie besteht aus vier Tragsteinen, je zwei im Westen und Osten, einem Endstein in einer Feldgrenze im Norden und einem Deckstein in situ.
Östlich auf der Insel Illumø liegt der Runddysse auf Illum.